# Comitato Sportivo Nazionale Indonesiano
Il Comitato Olimpico Nazionale Indonesiano (noto anche come Komite Olahraga Nasional Indonesia, KONI, in indonesiano) è un'organizzazione sportiva indonesiana, nata nel 1946 a Giacarta, Indie orientali olandesi.
Rappresentava questa nazione presso il Comitato Olimpico Internazionale (CIO) dal 1952 al 2005 (dopo è il Comitato Olimpico Indonesiano) ed ha lo scopo di curare l'organizzazione ed il potenziamento dello sport in Indonesia e, in particolare, la preparazione degli atleti indonesiani, per consentire loro la partecipazione ai Giochi olimpici. L'associazione era, inoltre, membro del Consiglio Olimpico d'Asia.
L'attuale presidente dell'associazione è Rita Subowo (Tono Suratman, nel 2017), mentre la carica di segretario generale è occupata da Arie P. Ariotedjo.